# Kusterdingen
Kusterdingen là một đô thị ở phía nam Đức trong bang Baden-Württemberg nước Đức, cự ly khoảng 30 km về phía nam Stuttgart, trong huyện Tübingen.
Các đô thị giáp ranh (từ phía nam theo chiều kim đồng hồ): Kirchentellinsfurt, Wannweil1, thành phố Reutlingen1, Gomaringen, thị xã Tübingen. Các đô thị giáp ranh này thuộc huyện Tübingen hoặch huyện Reutlingen1.
Đô thị Kusterdingen có 5 khu vực dân cư:
- Kusterdingen
- Immenhausen
- Jettenburg
- Mähringen
- Wankheim